# Поясохвостый векоподвижный геккон

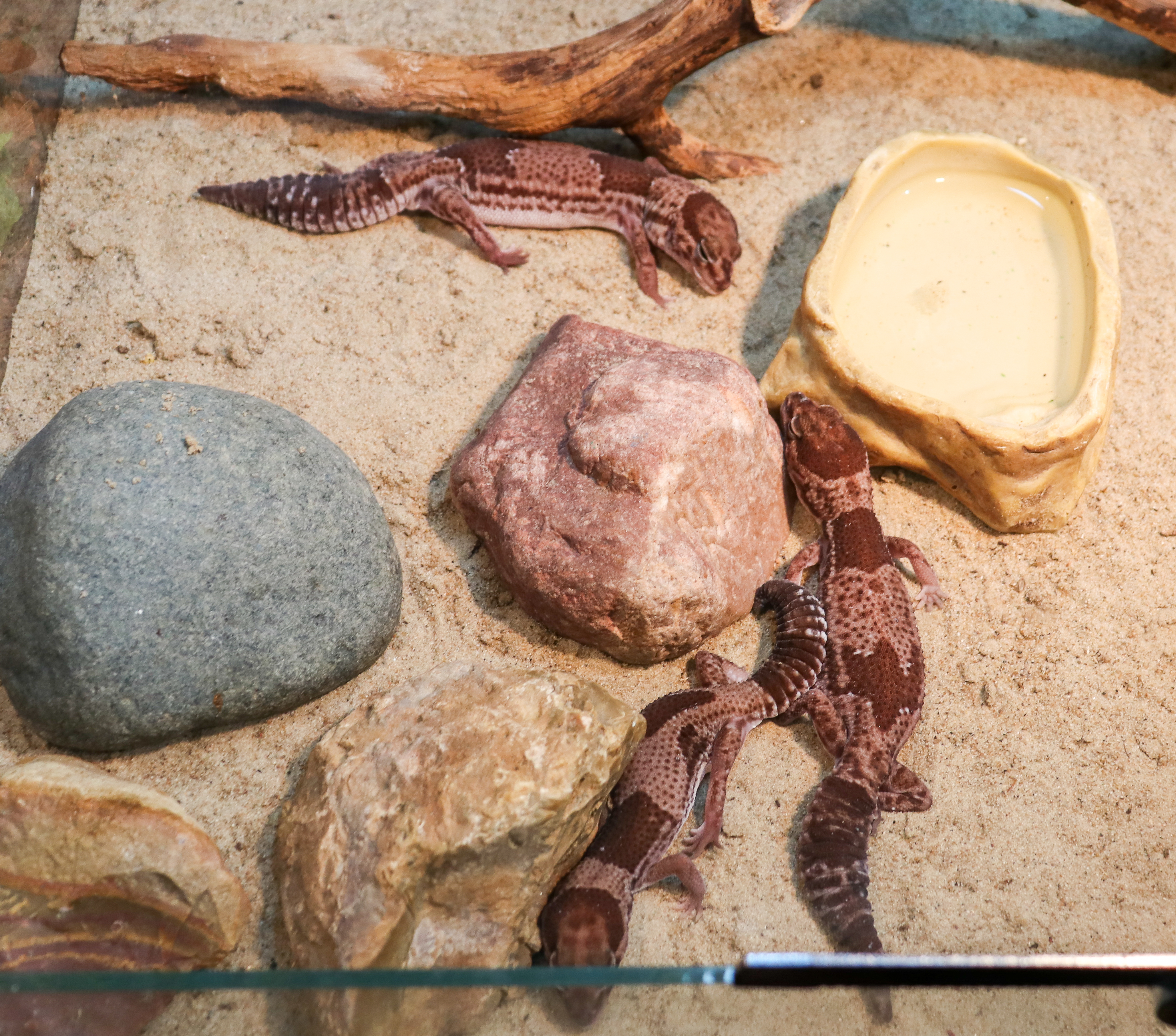
Поясохвостые векоподвижные гекконы в Ярославском зоопарке

Поясохвостый векоподвижный геккон (лат. Hemitheconyx caudicinctus) — вид гекконообразных пресмыкающихся из семейства эублефаровых (Eublepharidae).

## Распространение
Вид широко распространен в Западной Африке, населяет Камерун, Того, Мали, Нигерию, Сенегал, Гану, Либерию, Буркина-Фасо.
На столь обширном ареале обитания образует сравнительно плотные популяции, а кое-где является фоновым видом. Ведет сумеречно-ночной образ жизни. Места обитания приурочены к сухим и каменистым местностям на склонах и равнинах, в холмистых районах, разряженных лесах и в предгорьях. Во многих местах обычен и хорошо известен местным жителям. Вид не внесен в приложение СИТЕС, так как его численность достаточно стабильна и во многих местах не нуждается в дополнительных охранных мерах.

## Описание
Максимальные размеры взрослых Hemitheconyx caudicinctus около 20 см, самцы крупнее. В природе питаются в основном насекомыми, их личинками и паукообразными, реже поедает моллюсков и мокриц. Размеры и окраска значительно варьируют в зависимости от мест обитания, встречаются особи с длинной светлой продольной полосой и без нее. Не сторонится урбанизированного ландшафта, часто обитая в сельхозугодиях, на задворках деревень и поселков и даже на окраинах городов.
Естественные враги — змеи, вараны, ночные хищные птицы, домашние кошки, мелкие хищники, крупные паукообразные и пр.
Современная систематика не выделяет подвидов у Hemitheconyx caudicinctus, хотя очевидны некоторые визуальные, морфологические и генетические различия между особями из разных изолированных популяций.
Близкий вид толстохвостый геккон Тейлора или гемитеконикс Тейлора (Hemitheconyx taylori (Parker, 1930)).

## Значение
Очень популярное террариумное животное, во многих странах любители и профессиональные бридеры заняты выведением новых и новых морф. Это имеет неоспоримый положительный природоохранный эффект, так как многообразие окраски отчасти удовлетворяет постоянно растущий спрос на рептилий, приостанавливая изъятие последних из природы.
Половая зрелость наступает на втором году жизни, в природе после зимовки заканчивающийся в марте-апреле самцы интенсивно преследуют самок, отгоняя от своей территории других самцов. В условиях неволи строжайше не рекомендуется содержать двух и более самцов вместе, из-за агрессии по отношению друг к другу. К самкам самцы относятся более дружелюбно. В кладке обычно два яйца, интервал между кладками несколько недель, за сезон самка делает несколько кладок (в условиях террариума иногда более 10). В природе самки откладывают яйца в слегка влажный субстрат в местах расположенных в расщелинах, дуплах старых лежащих на земле деревьев, заброшенных норах грызунов и пр. Диапазон инкубационных температур от 26 до 32,5 °C и сроки инкубации предопределяют пол: так при температуре 26—28,5 °C срок инкубации составляет 58—80 дней и выклевываются преимущественно самки; при температуре выше 30 °C, сроки инкубации яиц сокращены до 45—55 дней, и выклевываются преимущественно самцы. Продолжительность жизни в неволе более 15 лет, в природе меньше.
Поясохвостый векоподвижный геккон — спокойное медлительное безопасное существо, желанный обитатель террариума, хорошо известный террариумистам.